# Yang Binyu
Yang Binyu (chinesisch 杨滨瑜; * 25. Juli 2002) ist eine chinesische Eisschnellläuferin.

## Werdegang
Yang trat international erstmals bei den Olympischen Jugend-Winterspielen 2020 in St. Moritz in Erscheinung, wobei sie die Bronzemedaille über 1500 m und die Goldmedaille im Massenstart gewinnen konnte. Zudem wurde sie dort Vierte über 500 m. In der Saison 2022/23 nahm sie in Stavanger erstmals am Weltcup teil und holte bei den Vier-Kontinente-Meisterschaften 2023 in Québec im Massenstart sowie in der Teamverfolgung jeweils die Silbermedaille und im Teamsprint die Goldmedaille. Beim Saisonhöhepunkt, den Einzelstreckenweltmeisterschaften 2023 in Heerenveen, lief sie über 1500 m sowie 3000 m jeweils auf den 15. Platz und im Massenstart auf den siebten Rang. In der folgenden Saison erreichte sie in Salt Lake City mit dem dritten Platz im Mixed-Teamsprint ihre erste Podestplatzierung im Weltcup und mit zwei Top-Zehn-Platzierungen den neunten Platz im Weltcup über 3000/5000 m. Bei der Mehrkampfweltmeisterschaft 2024 in Inzell belegte sie den 13. Platz im Kleinen Vierkampf und bei den Einzelstreckenweltmeisterschaften 2024 in Calgary den 24. Platz über 1500 m, den achten Rang über 3000 m, den siebten Platz über 5000 m, den fünften Platz in der Teamverfolgung sowie den vierten Platz im Massenstart. Nach fünften Plätzen über 1500 m und 3000 m sowie der Gewinn der Goldmedaille in der Teamverfolgung zu Beginn der Saison 2024/25 bei den Vier-Kontinente-Meisterschaften 2025 in Hachinohe, kam sie in Peking mit dem dritten Platz im Massenstart erstmals im Weltcupeinzel aufs Podest und wurde zum Saisonende Achte im Weltcup über 1500 m sowie Dritte im Massenstart-Weltcup. Bei den Winter-Asienspielen 2025 in Harbin holte sie über 1500 m die Silbermedaille und über 3000 m sowie in der Teamverfolgung jeweils die Goldmedaille. Zudem belegte sie bei den Einzelstreckenweltmeisterschaften 2025 in Hamar den 16. Platz über 1500 m, den 11. Rang über 3000 m, den siebten Platz in der Teamverfolgung und den vierten Platz im Massenstart.

## Erfolge

### Einzelstrecken-Weltmeisterschaften
- 2023 Heerenveen: 7. Platz Massenstart, 8. Platz 3000 m, 15. Platz 1500 m, 15. Platz 3000 m
- 2024 Calgary: 4. Platz Massenstart, 5. Platz Teamverfolgung, 7. Platz 5000 m, 8. Platz 3000 m, 24. Platz 1500 m
- 2025 Hamar: 4. Platz Massenstart, 7. Platz Teamverfolgung, 11. Platz 3000 m, 16. Platz 1500 m

### Mehrkampf-Weltmeisterschaften
- 2024 Inzell: 13. Platz Kleiner Vierkampf

### Vier-Kontinente-Meisterschaften
- 2023 Québec: 1. Platz Teamsprint, 2. Platz Massenstart, 2. Platz Teamverfolgung, 4. Platz 1500 m, 4. Platz 3000 m, 10. Platz 1000 m, 13. Platz 500 m
- 2025 Hachinohe: 1. Platz Teamverfolgung, 5. Platz 1500 m, 5. Platz 3000 m

### Winter-Asienspiele
- 2025 Harbin: 1. Platz 3000 m, 1. Platz Teamverfolgung, 2. Platz 1500 m

### Persönliche Bestleistungen
| Disziplin | Zeit        | Datum             | Ort            |
| --------- | ----------- | ----------------- | -------------- |
| 500 m     | 39,22 s     | 10. März 2024     | Inzell         |
| 1000 m    | 1:16,35 min | 11. Dezember 2022 | Calgary        |
| 1500 m    | 1:53,98 min | 1. Februar 2025   | Milwaukee      |
| 3000 m    | 4:01,32 min | 26. Januar 2024   | Salt Lake City |
| 5000 m    | 7:00,84 min | 24. Januar 2025   | Calgary        |